# Amor Eterno Amor
 (septembre 2024).
Amor Eterno Amor, que l'on pourrait traduire en français par Amour éternel amour, est une série télévisée brésilienne diffusée du 5 mars au 7 septembre 2012 sur le réseau de télévision Globo. Amor Eterno Amor est la 79e novela das seis ou « série de six heures » du réseau Globo, c'est-à-dire qu'elle est la 79e série à occuper le créneau horaire d'avant soirée de 18 heures. Elle remplace la série A Vida da Gente.
Produite par Rede Globo, la série est une création d'Elizabeth Jhin, créatrice et scénariste de plusieurs autres telenovelas pour Rede Globo, et sa réalisation a été assurée par Rogério Gomes. Elle met en scène dans les rôles principaux Gabriel Braga Nunes, Letícia Persiles, Mayana Neiva, Carmo Dalla Vecchia, Klara Castanho, Carolina Kasting, Luís Melo, Ana Lúcia Torre et Cássia Kiss Magro.